# David Jalbert (pianiste)
David Jalbert est un pianiste de concert canadien qui joue un répertoire varié. Il est considéré comme l'un des quinze meilleurs pianistes classiques « que [le Canada] ait jamais produit » selon la CBC.

## Biographie
David Jalbert est né le 3 novembre 1977 à Rimouski, au Québec. C'est à quatre ans qu'il commence à jouer du piano sous les encouragements de son père. Il entre au Conservatoire de musique de Rimouski à l'âge de neuf anspour étudier avec Sr Pauline Charron, qui lui enseignera le piano pendant près de dix ans.

## Formation
Il obtient son baccalauréat (ou fin du troisième cycle) en 1997 du Conservatoire de musique du Québec. Boursier du Fonds Canadien d’Aide à la Recherche (FCAR), il entre à la Maîtrise en interprétation à l’Université de Montréal pour y étudier avec Marc Durand, diplôme qu’il obtient en 1999 en plus de se voir décerner la Médaille d’or du Gouverneur Général pour ses résultats académiques. Il complète ensuite un Artist Diploma à la Glenn Gould School de Toronto où il étudie avec plusieurs professeurs, notamment Marc Durand, André Laplante, Leon Fleisher et John Perry. En 2001 il entre au programme Artist Diploma à la Juilliard School sous la tutelle de Jerome Lowenthal.
David Jalbert a aussi participé à plusieurs académies estivales dont celles d’Orford Musique (Marc Durand, André Laplante), Banff Centre for the Arts (John Perry, Gilbert Kalish), Oberlin at Casalmaggiore (Marilyn Engle) et Music Academy of the West (Jerome Lowenthal).

## Carrière
David Jalbert se place premier à plusieurs reprises au Concours de Musique du Canada pendant sa jeunesse (1993, 1994, 1995, 1996) mais c’est son 1er Prix au Concours OSM 1997 qui lance sa carrière, occasionnant plusieurs tournées avec, entre autres, les Jeunesses Musicales du Canada et Debut Atlantic. Il aura d’autres succès en concours (Concours des Jeunes Interprètes de Radio-Canada 1999, Dublin International Competition 2000, Prix Sylva-Gelber du Conseil des Arts du Canada en 2001) mais les engagements se succèdent déjà en récital, en musique de chambre ainsi qu'auprès de grands orchestres, particulièrement au Canada (Orchestre Symphonique de Montréal, Toronto Symphony Orchestra, National Symphony of Ireland, Vancouver Symphony Orchestra, Orchestre Métropolitain, Bielefelder Philharmoniker, Calgary Philharmonic Orchestra, entre autres).
David Jalbert signe en 2003 un contrat de disques avec la compagnie Endeavour aux États-Unis. Son premier disque est consacré aux œuvres des compositeurs américains John Corigliano et Frederic Rzewski, avec lesquels il travaillera personnellement en préparation à l’enregistrement (Corigliano s’impliquera aussi dans la promotion du disque). Il réalise en 2006 son enregistrement de l’intégrale des Nocturnes de Gabriel Fauré, qui sera plus tard sélectionné par la Tribune des critiques de disques de France-Culture comme la version moderne de référence.
Il se produit régulièrement en musique de chambre avec son trio, Triple Forte, avec le quintette à vents Pentaèdre et le corniste Louis-Philippe Marsolais (avec qui il enregistre pour Oehms Classics à Munich), ainsi qu’avec la violoncelliste Denise Djokic. L’album Folklore, collaboration avec cette dernière, est finaliste en 2005 aux Prix Juno. Il collabore et enregistre aussi avec le contrebassiste Joel Quarrington, et se produit avec des artistes tels que Nicola Benedetti, Rachel Barton Pine et Jean-Philippe Collard.
En 2008 il signe avec l’étiquette ATMA Classique et entame cette collaboration avec un album double consacré aux 24 Préludes et Fugues opus 87 de Chostakovitch, qui connaît un succès critique mondial et lui vaut une autre nomination aux Prix Juno, en plus du Prix Opus pour le disque de l’année (moderne/contemporain). Son enregistrement des Variations Goldberg de Bach en 2012 sera un autre succès critique, choisi “Disque canadien de l’année" par Ludwig van Toronto. David Jalbert sera finaliste aux Prix Juno à deux autres occasions: pour le premier album de Triple Forte en 2013 (Trios de Ravel, Chostakovitch et Ives) puis pour son album de transcriptions de ballets de Stravinsky et Prokofiev en 2018. Ces deux disques remporteront aussi le Prix Opus. Il assure la création d’œuvres des compositeurs Dinuk Wijeratne, Reiko Yamada et Kelly-Marie Murphy, et prépare actuellement un enregistrement de l'intégrale des Sonates de Prokofiev en trois disques pour ATMA Classique.
David Jalbert accepte en 2008 un poste de Professeur de piano à l’École de musique de l’Université d’Ottawa; il y devient agrégé en 2014 puis professeur titulaire en 2020. Il enseigne aussi à l’Académie Orford Musique et est régulièrement invité à donner des leçons ou classes de maître, entre autres à la Glenn Gould School, à Pianofest in the Hamptons, à l’Université de Montréal, au Mount Royal Conservatory, à UBC, et Juilliard.

## Discographie[11]

### Solo
- 2003 : Corigliano & Rzewski: Ballads & Fantasies
- 2006 : Fauré: Complete Nocturnes
- 2008 : Shostakovich • 24 Preludes & Fugues Opus 87
- 2010 : John Adams, Philip Glass: Piano Music
- 2012 : Bach: Variations Goldberg
- 2015 : Erik Satie, Francis Poulenc: Le Comble de la Distinction
- 2017 : Stravinsky & Prokofiev : Transcriptions pour piano
- 2020 : Joseph Haydn : Les Sept dernières paroles du Christ en Croix

### Collaborations
- 2005 : Folklore — avec Denise Djokic
- 2006 : The German Romantic Horn — avec Louis-Philippe Marsolais
- 2009 : L’Héritage Beethoven — avec Louis-Philippe Marsolais
- 2012 : Ravel, Shostakovich, Ives : Piano Trios — en tant que membre du groupe Triple Forte
- 2013 : Francis Poulenc: Musique de chambre — avec Pentaèdre
- 2013 : Brothers in Brahms — avec Joel Quarrington
- 2013 : Rachmaninoff & Chopin : Cello Sonatas — avec Denise Djokic
- 2017 : Schubert : An Die Musik — avec Joel Quarrington
- 2021 : Paul Hindemith: Musique de chambre pour cor — avec Louis-Philippe Marsolais, Louis-Pierre Bergeron, Pentaèdre, Simon Bourget et Xavier Fortin

## Prix et distinctions[12]
- Premier prix au Concours de musique Clermont-Pépin (1996)
- Premier prix Concours OSM (1997)[8]
- Deuxième prix au Concours national des jeunes interprètes de la Société Radio-Canada (1999)
- Médaille d’Or du Gouverneur général (1999)
- 4e Prix au Dublin International Piano Competition (2000)
- Prix de la Fondation de musique Sylva-Gelber (2001)[13]
- Nomination aux Prix Juno pour Folklore avec Denise Djokic (2005)
- Prix de la musique de la Côte est dans la catégorie « Meilleur enregistrement classique de l'année » pour l'album Folklore (2006)
- Prix Virginia-Parker du Conseil des arts du Canada (2007)
- Prix Opus dans la catégorie « Concert de l’année – Régions » (2008)[14]
- Prix Opus dans la catégorie « Disque de l'année - Musiques moderne et contemporaine » pour l'album 24 Preludes and Fugues de Shostakovich (2008)
- Nomination aux Prix Juno pour Shostakovich: 24 Preludes and Fugues (2008)
- Nomination aux Prix Juno pour Ravel, Ives, Shostakovich: Piano Trios avec Triple Forte (2013)
- Prix Opus dans la catégorie « Disque de l'année - Musiques moderne et contemporaine » pour l’album Ravel, Ives, Shostakovich: Piano Trios avec Triple Forte (2014)
- Prix Opus dans la catégorie « Disque de l’année - musique romantique » pour Brothers in Brahms, avec Joel Quarrington (2015)
- Prix Opus dans la catégorie « Concert de l’année - Régions » (2017)
- Nomination aux Prix Juno pour Stravinsky & Prokofiev : Transcriptions pour piano (2018)
- Prix Opus dans la catégorie « Album de l'année, musiques moderne et contemporaine » pour l'album Stravinsky & Prokofiev : Transcriptions pour piano (2019)